# Bessonowka (Pensa, Bessonowski)
Bessonowka (russisch Бессо́новка) ist ein Dorf (selo) in der Oblast Pensa in Russland mit 11.408 Einwohnern (Stand 14. Oktober 2010).

## Geographie
Der Ort liegt gut 10 km Luftlinie nördlich des Oblastverwaltungszentrums Pensa am linken Ufer des Wolga-Nebenflusses Sura, bei der Einmündung ihres linken Zuflusses Scheldais.
Bessonowka ist Verwaltungszentrum des Rajons Bessonowski sowie Sitz der Landgemeinde (selskoje posselenije) Bessonowski selsowet, zu der außerdem die Dörfer Bardinka (4 km nordwestlich), Mastinowka (14 km westlich) und Uchtinka (4 km südsüdwestlich) sowie die Siedlungen Dessjataja Artel (4 km südlich), Kolos (10 km östlich), Nikolajewka (10 km ostnordöstlich), Nowaja Schisn (8 km südöstlich) und Podlesny (7 km ostsüdöstlich) gehören.

## Geschichte
Der Ort ging aus einer um 1665 (nach anderen Angaben 1693) gegründeten Kosaken-Sloboda hervor, die etwas weiter südlich am linken Sura-Zufluss Pensjatka lag und daher zunächst als Pensjazkaja sloboda bezeichnet wurde. In der Nähe lag das Dorf Jamskaja sloboda, 1717 auch als Jamschtschina erwähnt. Da sich die allmählich zusammenwachsenden Ortschaften auf den Ländereien eines mordwinischen Lokalfürsten (Mirza) mit (russifizierten) Namen Murdakai Bessonow befanden, bürgerte sich später der heutige Name ein, der 1724 erstmals erwähnt wurde.
Seit 25. Januar 1935 ist Bessonowka Sitz des nach ihm benannten Rajons – mit Unterbrechung von September 1958 bis 20. Oktober 1980, als das Territorium des Rajons dem Pensenski rajon angeschlossen war.

### Bevölkerungsentwicklung
| Jahr | Einwohner |
| ---- | --------- |
| 1897 | 8.324     |
| 1926 | 11.289    |
| 1939 | 8.690     |
| 1959 | 7.500     |
| 1979 | 8.953     |
| 1989 | 9.862     |
| 2002 | 10.012    |
| 2010 | 11.408    |

Anmerkung: Volkszählungsdaten

## Verkehr
Bessonowka liegt an der Zweigstrecke Pensa – Saransk der föderalen Fernstraße M5 Ural, die unweit südlich des Ortes von der Hauptroute Moskau – Samara – Tscheljabinsk (zugleich Teil der Europastraße 30) abzweigt, die Pensa nördlich umgehrt.
Im Ort befindet sich bei Streckenkilometer 128 seit 1926 ein Bahnhof an der 1895 eröffneten und seit 1969 elektrifizierten Eisenbahnstrecke Rusajewka – Pensa.